# Katholischer Friedhof Nierstein

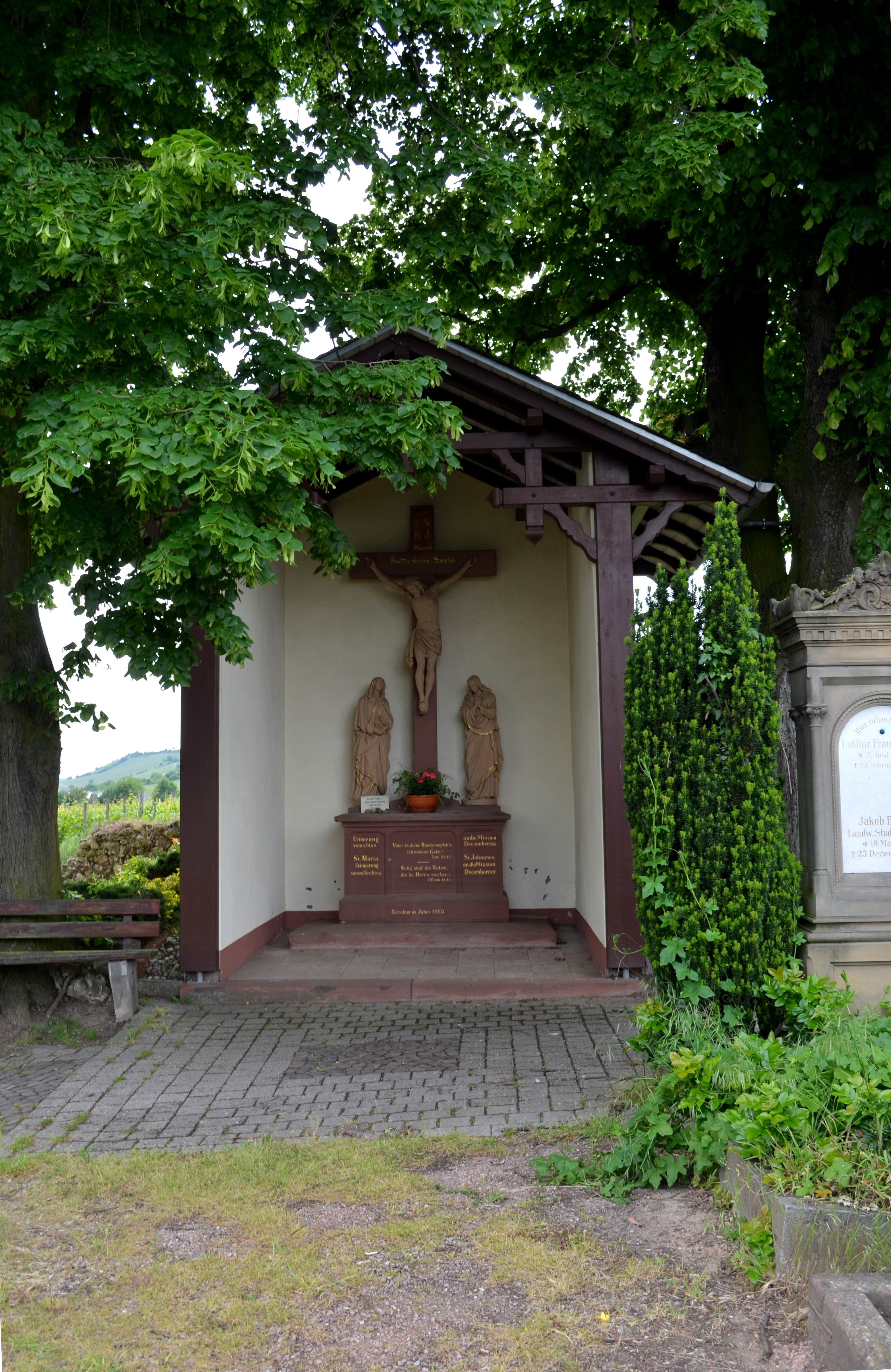
Kapellchen mit Missionskreuzigungsgruppe

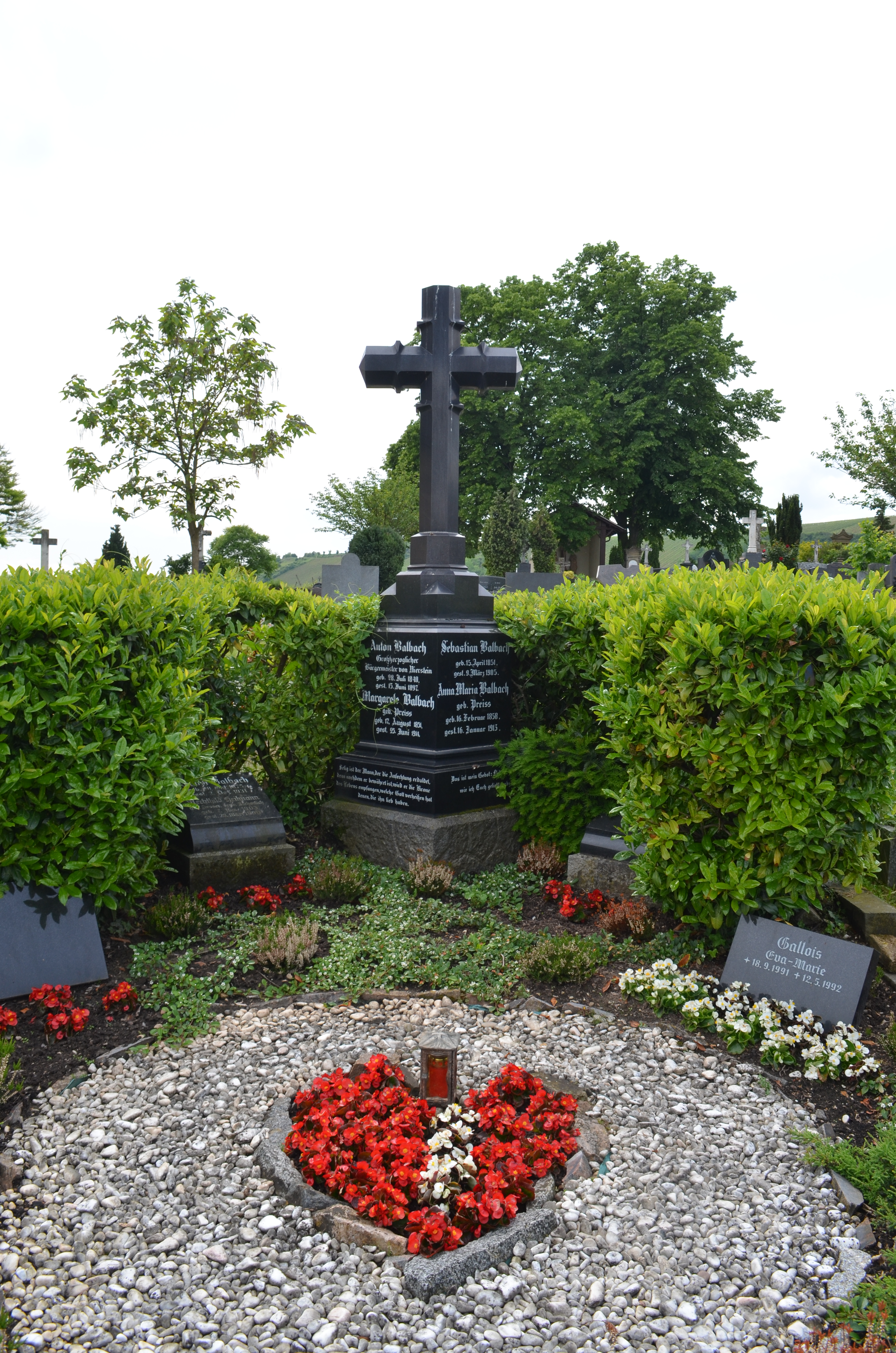
Grab von Altbürgermeister Anton Balbach

Der katholische Friedhof in Nierstein ist (neben dem evangelischen Friedhof) einer der beiden Friedhöfe von Nierstein.
Der Friedhof liegt direkt neben der Katholischen Pfarrkirche St. Kilian und hat die Adresse An der Bergkirche 32.
An der rechten Mauer des Friedhofs befindet sich ein Kapellchen, eine offene Holzkonstruktion mit verziertem Freigespärre. Gemäß Inschrift ist es 1860 erbaut worden. Darin befindet sich eine Missionskreuzigungsgruppe.
Diese Kapelle und eine Reihe von Gräbern auf dem Friedhof stehen als Kulturdenkmale unter Denkmalschutz.

## Denkmalgeschützte Gräber
| Bild | Name                                       | Beschreibung |
| ---- | ------------------------------------------ | --- |
| 0    | Vowinkel und Burger                        | Grabmal Familie Vowinkel und Burger: um 1860/70                                                                                                   |
| 0    | Kornelius Strub                            | Grabmal Eheleute Kornelius Strub († 1948): Stele mit vegetabiler Bekrönung, um 1860/70                                                            |
|      | Balbach                                    | Grabmal Familie Balbach: mit Baumkreuz und neugotischer Einfassung, um 1870/80.                                                                   |
|      | Jacob Schmitt                              | Grabmal Familie Jacob Schmitt († 1870): Schauwand mit antikischer Ädikula, geschmiedete Einfriedung                                               |
|      | Caspar Senfter I                           | Grabmal Familie Caspar Senfter I († 1901): Trauernde in neuklassizistischer Ädikula                                                               |
|      | Valentin Frank und Wilhelm Richard Scherer | Grabmal Ehepaare Valentin Frank und Wilhelm Richard Scherer († 1901): von Vasen flankiertes Kruzifix                                              |
|      | Reinhold Senfter                           | Grabmal Familie Reinhold Senfter: eingefriedete Anlage mit segnendem Christus nach Bertel Thorvaldsen, 1930er Jahre                               |
|      | Weiß und Friesenecker                      | Grabmal Eheleute Weiß und Friesenecker: Christusfigur zwischen Stelen, um 1950, Kunststein                                                        |
|      | Magdalena Unrath                           | Grabmal Magdalena Unrath geborene Zimmermann († 1950) und Maria Magdalena Schuchert geborene Unrath: Stele mit Relief des kreuztragenden Christus |